# إرنو ناغي
إرنو ناغي (بالمجرية: Nagy Ernő)‏ هو مبارز بالسيف مجري، ولد في 2 أغسطس 1898 في Făget ‏ في رومانيا، وتوفي في 8 ديسمبر 1977 في بودابست في المجر.

## وصلات خارجية
- إرنو ناغي على موقع أوليمبيديا (الإنجليزية)